# Ronald Searle
Ronald William Fordham Searle (Cambridge, Inglaterra, 3 de marzo de 1920 - 30 de diciembre de 2011) fue un caricaturista e ilustrador inglés. Creador de St Trinian's School y coautor (con Geoffrey Willans) de la tetralogía Molesworth.
Empezó a dibujar a la precoz edad de 5 años y dejó el colegio a la edad de 15. Comenzó a trabajar en el Cambridge Daily News, obtuvo diploma en 1939 y cuando estalla la Segunda Guerra Mundial se alista al ejército uniéndose a los ingenieros reales.
Publicó su primera tira de St Trinian's School en la revista de arte Lilliput. En enero de 1941 es destinado a Singapur donde pasó la guerra prisionero por los japoneses y en Birmania haciendo trabajos forzados en la vía Siam-Burma (conocida como el Ferrocarril de la Muerte).
En 1947 se casó con Kaye Webb, al poco queda embarazada de mellizos (Kate y Johnny).
Produjo una extraordinaria cantidad de caricaturas en la década de 1950: dibujos para la revista Punch, caricaturas para el periódico Tribune, el Sunday Express y News Chronicle, así como revistas como The New Yorker, Life, Holiday. Publicó varios libros de las alumnas de St Trinian's School, o recopilando us viñetas; ilustró libros de Molesworth, también libros de viajes, animaciones para Disney, y comerciales, pósteres, etc. En 1960 ganó el Reuben Award.
En 1961 deja Inglaterra para instalarse en París, donde se casó, tras haberse divorciado de su anterior esposa, con Monica Koenig. En Francia, dedicó más tiempo a la pintura, dejando un poco abandonadas las caricaturas, aunque dibujó para el periódico Le Monde, y ha realizado algunos dibujos para la revista Siné Hebdo.
Ha influido en caricaturistas modernos, como Matt Groening y JTwist, entre otros.